# Скобелкин, Олег Ксенофонтович
Олег Ксенофонтович Скобелкин (1923—1998) — советский и российский учёный-медик, хирург, доктор медицинских наук, профессор; член-корреспондент РАМН (1995), академик Лазерной академии наук.
Автор многих научных работ. Основоположник отечественной лазерной хирургии, впервые в СССР применил лазерное излучение во время оперативных вмешательств.

## Биография
Родился 9 марта 1923 года в городе Халтурин Вятской губернии, ныне город Орлов Кировской области.
После окончания школы, в августе 1941 года был призван в РККА и стал участником Великой Отечественной войны. Его брат Аркадий погиб на фронте в Восточной Пруссии в 1945 году.
После войны поступил и в 1954 году окончил Курский медицинский институт (ныне Курский государственный медицинский университет). В 1969 году защитил докторскую диссертацию на тему «Сравнительная оценка некоторых способов замещения пищевода и кардии желудком : (Экспериментально-клиническое исследование)».
С 1970 года Олег Скобелкин работал заместителем Главного хирурга 4-го Главного управления. В 1986 году на базе отдела лазерной хирургии он основал первый в СССР специализированный научно-исследовательский институт (НИИ лазерной хирургии Минздрава СССР), впоследствии переименованный в «Государственный научный центр лазерной медицины Федерального медико-биологического агентства России», которым руководил в течение одиннадцати лет. С сентября 2017 года «ГНЦ ЛМ ФМБА России» носит имя Олега Ксенофонтовича Скобелкина.
Умер 12 сентября 1998 года в Москве. Был похоронен на Троекуровском кладбище города (участок 4б).
В 1994 году Свердловской студией кинохроники был снят документальный фильм «Хирург и лазер», рассказывающий о применении лазера в различных областях медицины — в хирургии, терапии, онкологии, пластической хирургии, о проведении исследований по данной теме и перспективах лазерной медицины. В фильме упоминается Скобелкин Олег Ксенофонтович.

## Заслуги
- Был награждён орденом Красной Звезды и медалями, в числе которых «За отвагу» и «За взятие Кенигсберга».
- Удостоен званий «Заслуженный деятель науки РСФСР» (1980) и «Заслуженный изобретатель РСФСР» (1987).
- Лауреат Государственной премии СССР (1981, в составе коллектива — за создание, развитие и внедрение в клиническую практику новых лазерных хирургических средств и новых лазерных методов хирургического лечения в абдоминальной, гнойной и пластической хирургии).